# Passo di Giau
Il passo Giau (Jof de Giau in ladino livinallese, Śuogo de Jou in ladino ampezzano) è un valico alpino delle Dolomiti, posto a 2236 m in provincia di Belluno fra la val Boite e la val Cordevole, che mette in comunicazione i comuni di Colle Santa Lucia e Selva di Cadore con Cortina d'Ampezzo (alla sommità del passo è visibile ancor oggi il cippo confinario fra l'allora Serenissima Repubblica di Venezia e l'Impero d'Austria, oggi confine comunale fra San Vito di Cadore e Colle Santa Lucia).

## Descrizione
Situato al centro di un vasto alpeggio, ai piedi del Nuvolau (2.574 m) e dell'Averau (2.647 m) da cui è possibile raggiungere facilmente il Monte Pore (2.405 m) o anche l'alpe di Mondeval ai piedi dei Lastoi de Formin (2.657 m), maestoso è il panorama ad ovest verso Colle Santa Lucia con le Pale di San Martino, le Cime D'Auta, la Marmolada, il Piz Boè e i Setsass, altrettanto ad est verso la conca di Cortina D'Ampezzo, con le Tofane, la Croda Rossa, il Pomagagnon, il Cristallo, la Croda da Lago e i Lastoni di Formin.

### Accessibilità e territorio
Da un punto di vista geografico il passo Giau è compreso nei territori di Colle Santa Lucia, San Vito di Cadore, Cortina D'Ampezzo, e Selva di Cadore. La strada che ha inizio da Selva di Cadore conta 29 tornanti e 3 gallerie per la protezione dalle valanghe, mentre il versante verso Cortina risulta più facilmente percorribile. Rappresenta un'interessante alternativa per arrivare a Cortina dalla zona dell'Agordino anche perché la strada del passo Giau, a differenza della strada del passo Falzarego è transitabile da camion e corriere. Tuttavia, nonostante gli interventi realizzati nel corso degli anni, la stagione invernale è spesso compromessa dalle valanghe che scendono ad ostruire i tratti scoperti di strada.
Nella zona è  stato trovato un insediamento del Mesolitico.

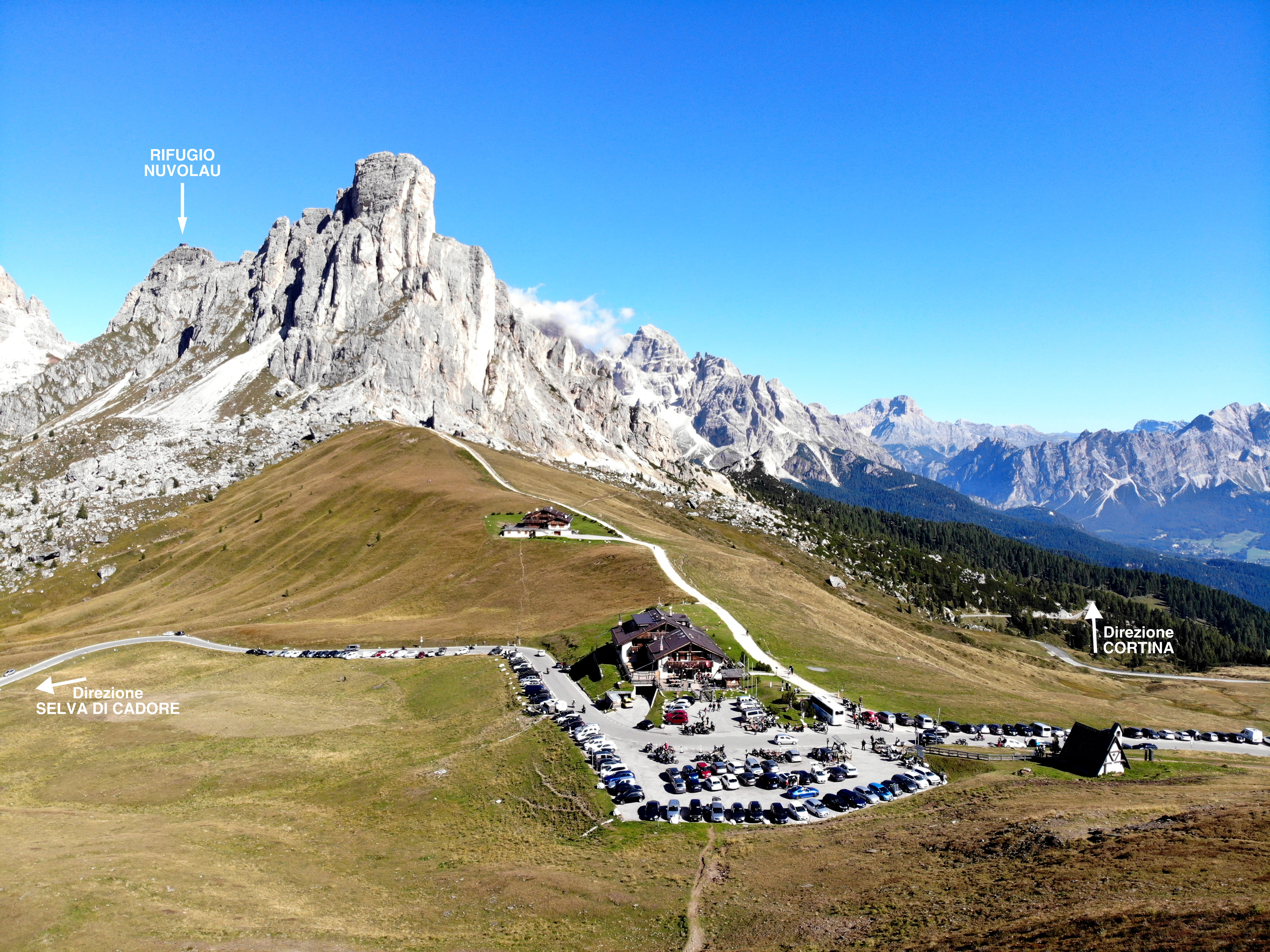
Vista del passo Giau

Panoramica dal valico

### Rifugi
- Rifugio Passo Giau (2236 m) - Colle Santa Lucia
- Rifugio Da Aurelio (2175 m) - Colle Santa Lucia
- Rifugio Fedare (2000 m) - Colle Santa Lucia
- Malga Giau (1900 m) - San Vito di Cadore

## Ciclismo
Si tratta di uno dei passi leggendari del Giro d'Italia, soprattutto dal versante di Colle Santa Lucia, per la sua durezza (misura 10,1 km con una pendenza media del 9,1%) e la sua costanza, mentre il versante ampezzano è più breve (8,6 km) e leggermente più facile (8,3% di pendenza media), anche se rimane molto impegnativo in quanto la pendenza media è falsata da alcuni facili tratti iniziali, mentre nella parte centrale e finale è molto dura e costante.
Il passo venne scalato al Giro per la prima volta nel 1973 e da allora è stato percorso svariate volte. Nel 1973, 2011 e 2021 è stato inoltre Cima Coppi, cioè la cima più alta scalata in quelle edizioni. Nel Giro 2013 era previsto il passaggio al Giau nella 20ª tappa (Silandro-Tre Cime di Lavaredo), ma il transito non fu possibile a causa del maltempo e il percorso della frazione fu deviato. Nel Giro 2021, a causa delle avverse condizioni meteo, la Cima Coppi è passata dal Passo Pordoi (2239 s.lm.) al Giau(2236 s.l.m.), con una differenza di 3 metri di altitudine.
Di seguito i vari passaggi (in grassetto le edizioni in cui il Giau era Cima Coppi):
| Anno | Tappa                                      | Primo in vetta     | Versante scalato  |
| ---- | ------------------------------------------ | ------------------ | ----------------- |
| 1973 | 19ª: Andalo > Auronzo di Cadore            | José Manuel Fuente | Colle Santa Lucia |
| 1989 | 14ª: Misurina > Corvara in Badia           | Henry Cárdenas     | Cortina d'Ampezzo |
| 1992 | 13ª: Bassano del Grappa > Corvara in Badia | Bruno Cornillet    | Selva di Cadore   |
| 2007 | 15ª: Trento > Tre Cime di Lavaredo         | Leonardo Piepoli   | Colle Santa Lucia |
| 2008 | 15ª: Arabba > Passo Fedaia                 | Emanuele Sella     | Selva di Cadore   |
| 2011 | 15ª: Conegliano > Gardeccia/Val di Fassa   | Stefano Garzelli   | Cortina d'Ampezzo |
| 2012 | 17ª: Falzes > Cortina d'Ampezzo            | Domenico Pozzovivo | Selva di Cadore   |
| 2016 | 14ª: Alpago (Farra) > Corvara              | Darwin Atapuma     | Colle Santa Lucia |
| 2021 | 16ª: Sacile > Cortina d'Ampezzo            | Egan Bernal        | Colle Santa Lucia |
| 2023 | 19ª: Longarone > Tre Cime di Lavaredo      | Derek Gee          | Selva di Cadore   |

Dal 1988 il passo Giau è inoltre parte della Maratona delle dolomites, una granfondo che conta ogni anno circa 10.000 cicloamatori partecipanti.